# Saint-Guilhem-le-Désert

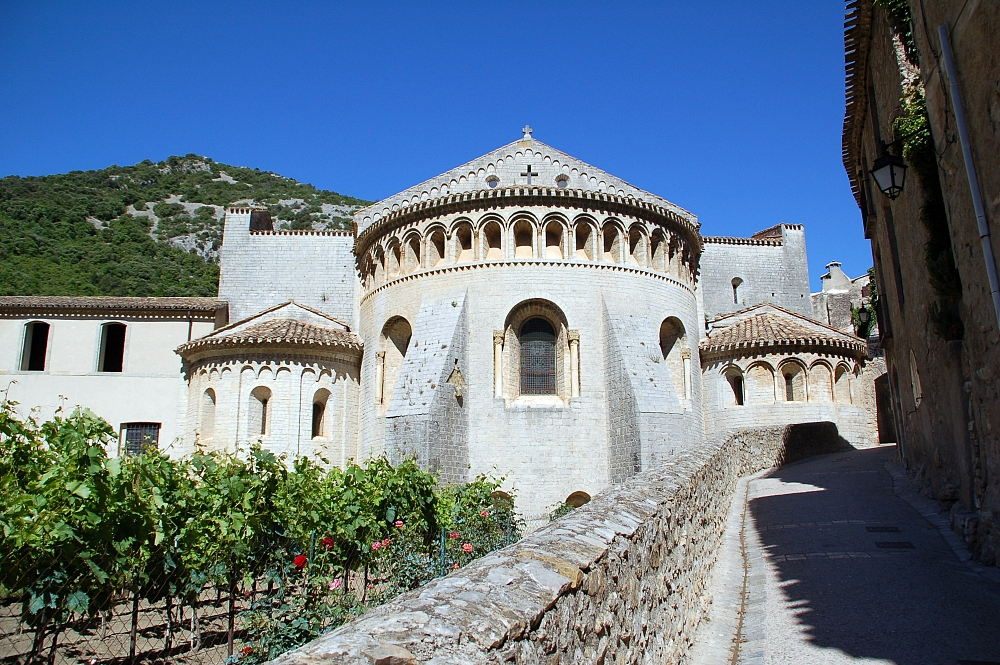
Mănăstirea Saint-Guilhem-le-Désert

Saint-Guilhem-le-Désert este o comună în departamentul Hérault din sudul Franței. În 2009 avea o populație de 263 de locuitori.

## Evoluția populației
| An        | 1975 | 1982 | 1990 | 1999 | 2006 | 2009 |
| --------- | ---- | ---- | ---- | ---- | ---- | ---- |
| Populație | 274  | 236  | 190  | 245  | 243  | 263  |

## Geografia
Orașul medieval este situat în valea Verdus, foarte aproape de locul de vârsare al râului Hérault. Hérault formează acolo un  canion îngust, cunoscut sub numele de Gorges de l’Hérault. Cel mai apropiat oras important este Montpellier, la aproximativ 40 km sud-est de sat.

## Istoria
Saint-Guilhem-le-Désert este un orașul medieval bine conservat și se află pe traseul pelerinajului Santiago de Compostela. Contele de Toulouse și Duce de Aquitaine Guillaume de Gellone a trebuit aici din pocăință în jurul anului 804 să ctitorească  o abație numită abbaye de Guillaume. De aceea comuna poarta în Evul Mediu numele de Gellone.

## Obeictive turistice
- Abația Saint-Guilhem-le-Désert
- Drumul lui Iacob în Franța
- Pestera Clamouse

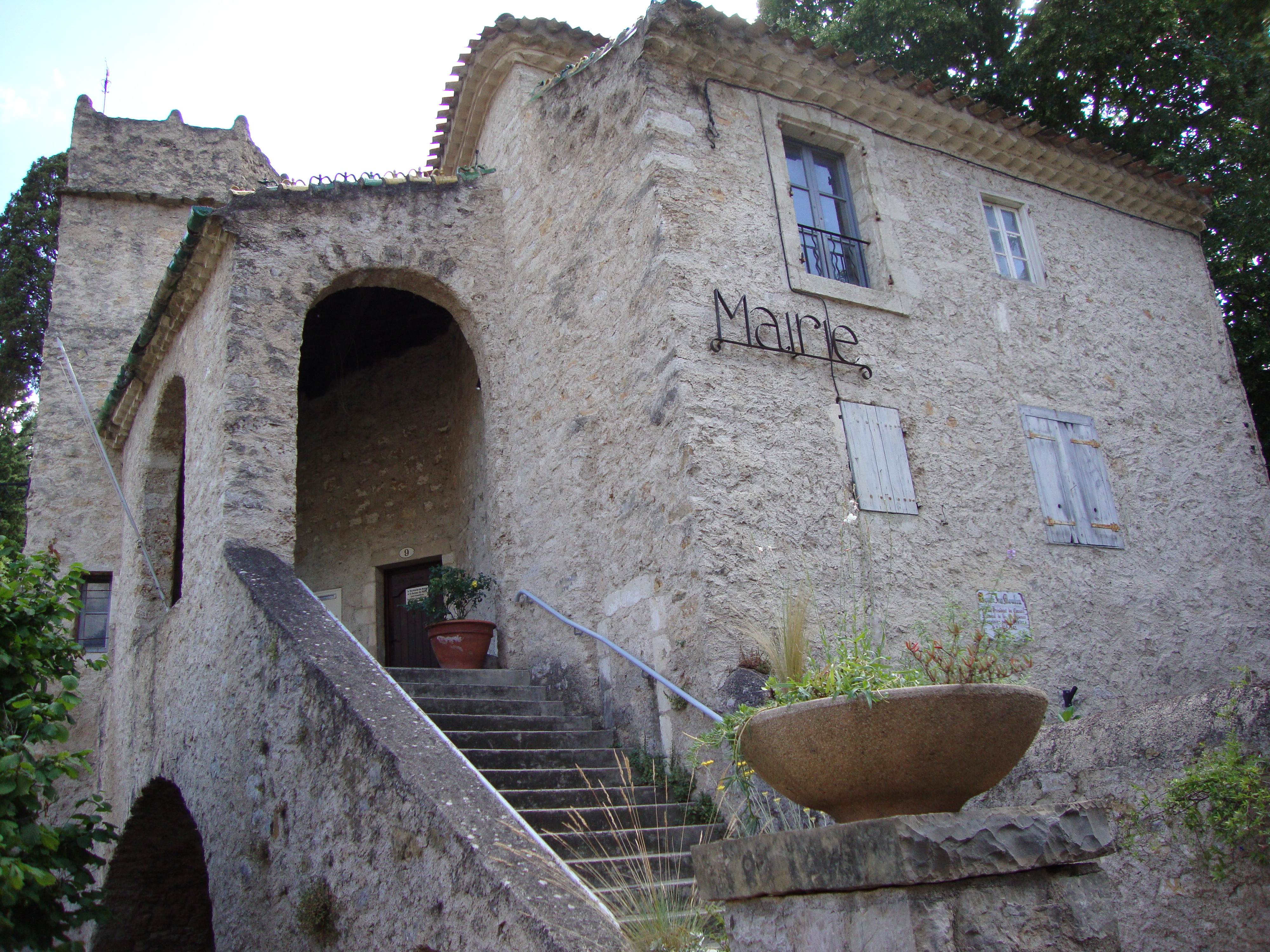
Primăria Saint-Guilhem-le-Désert
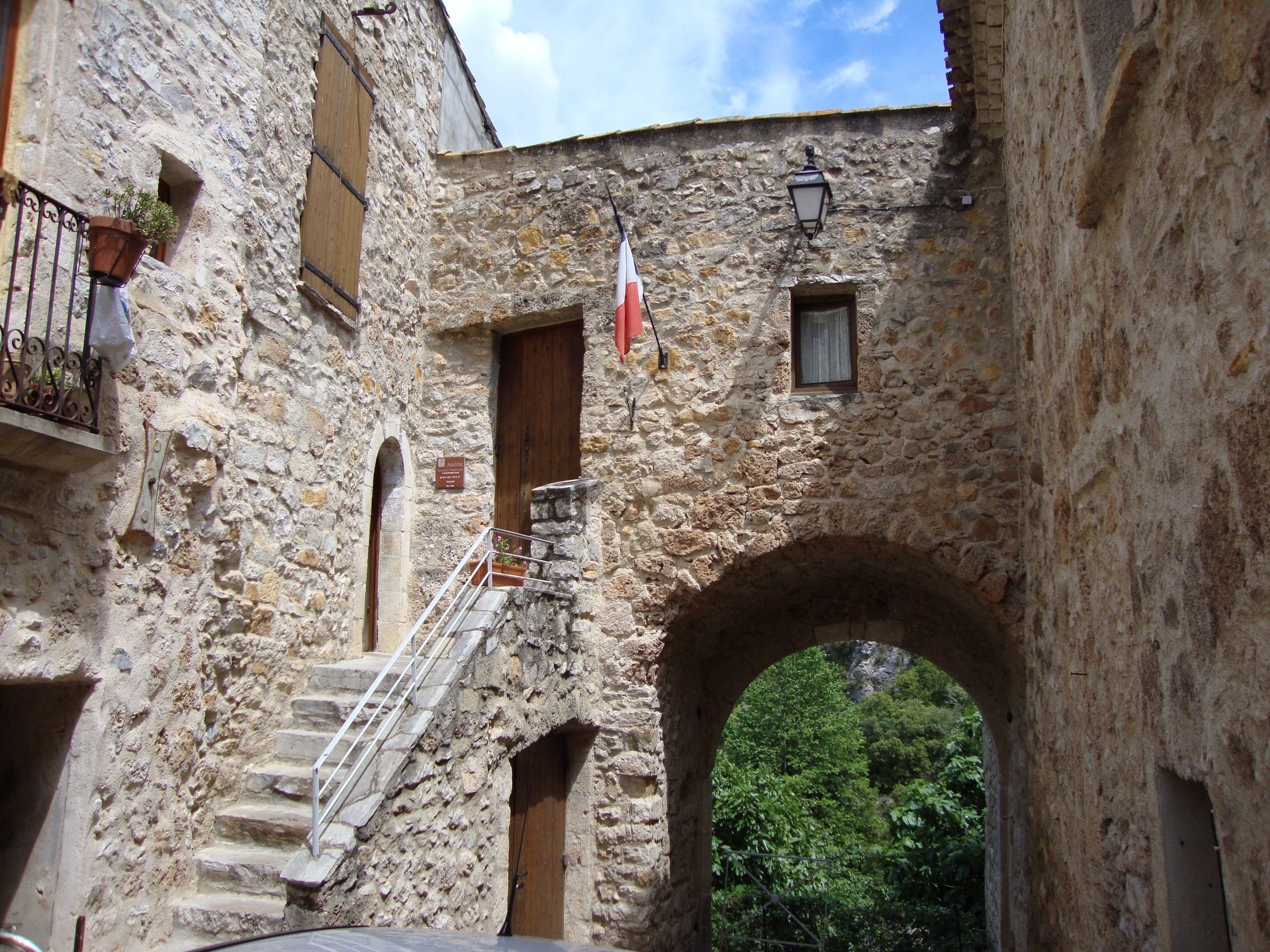
Secretariatul primăriei
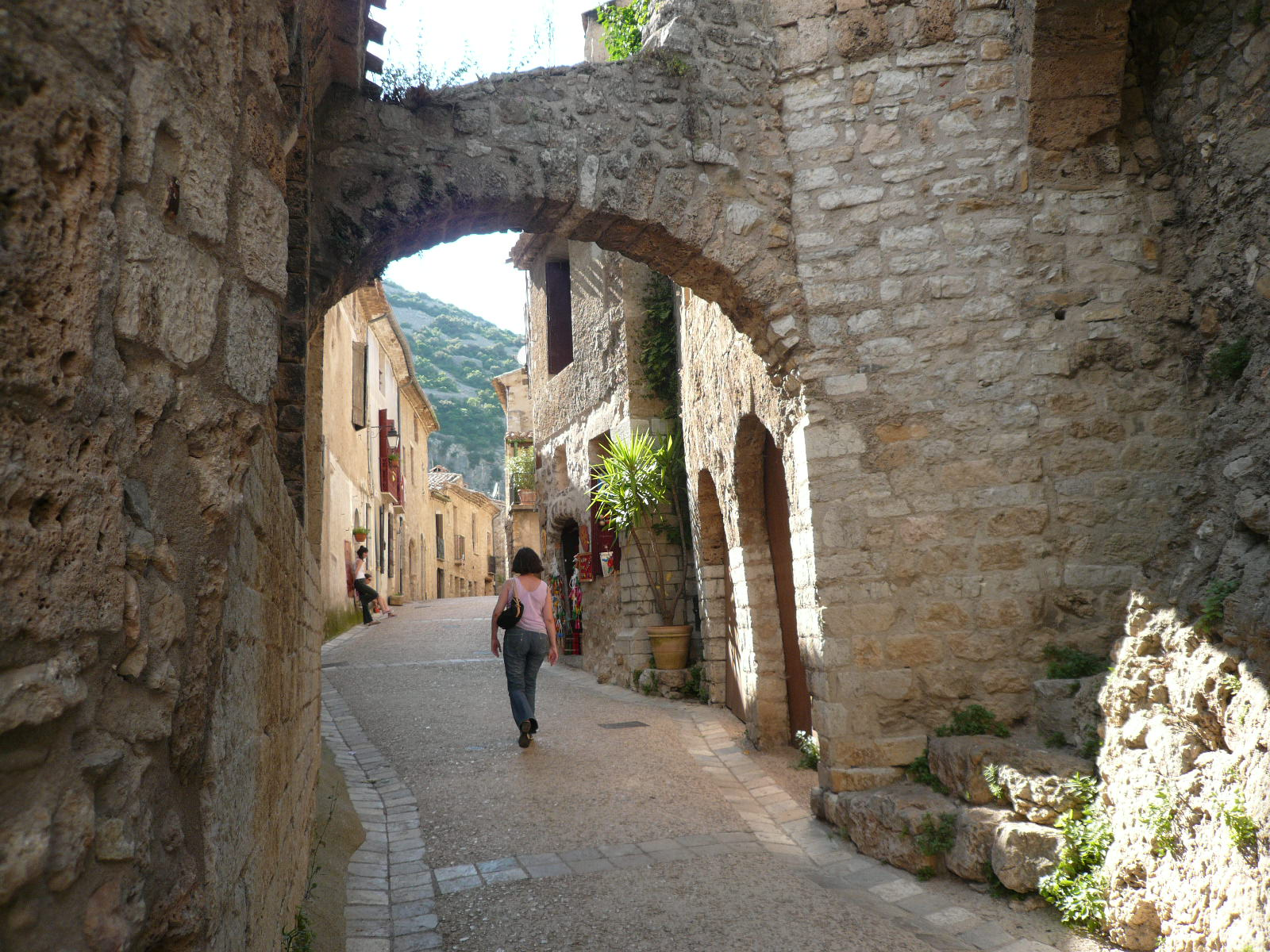
Drumul cetății Saint-Guilhem-le-Désert
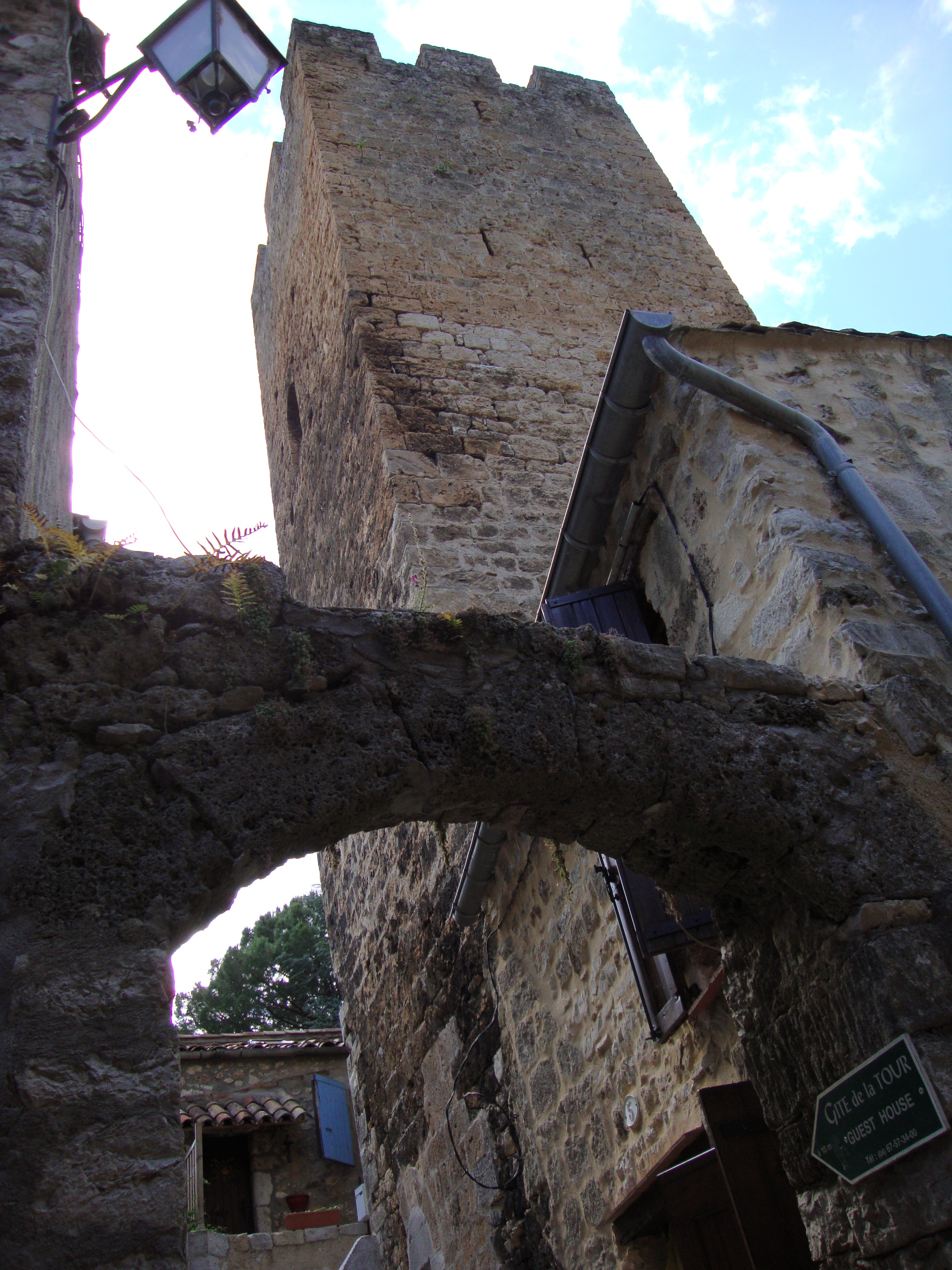
Turnul închisorii
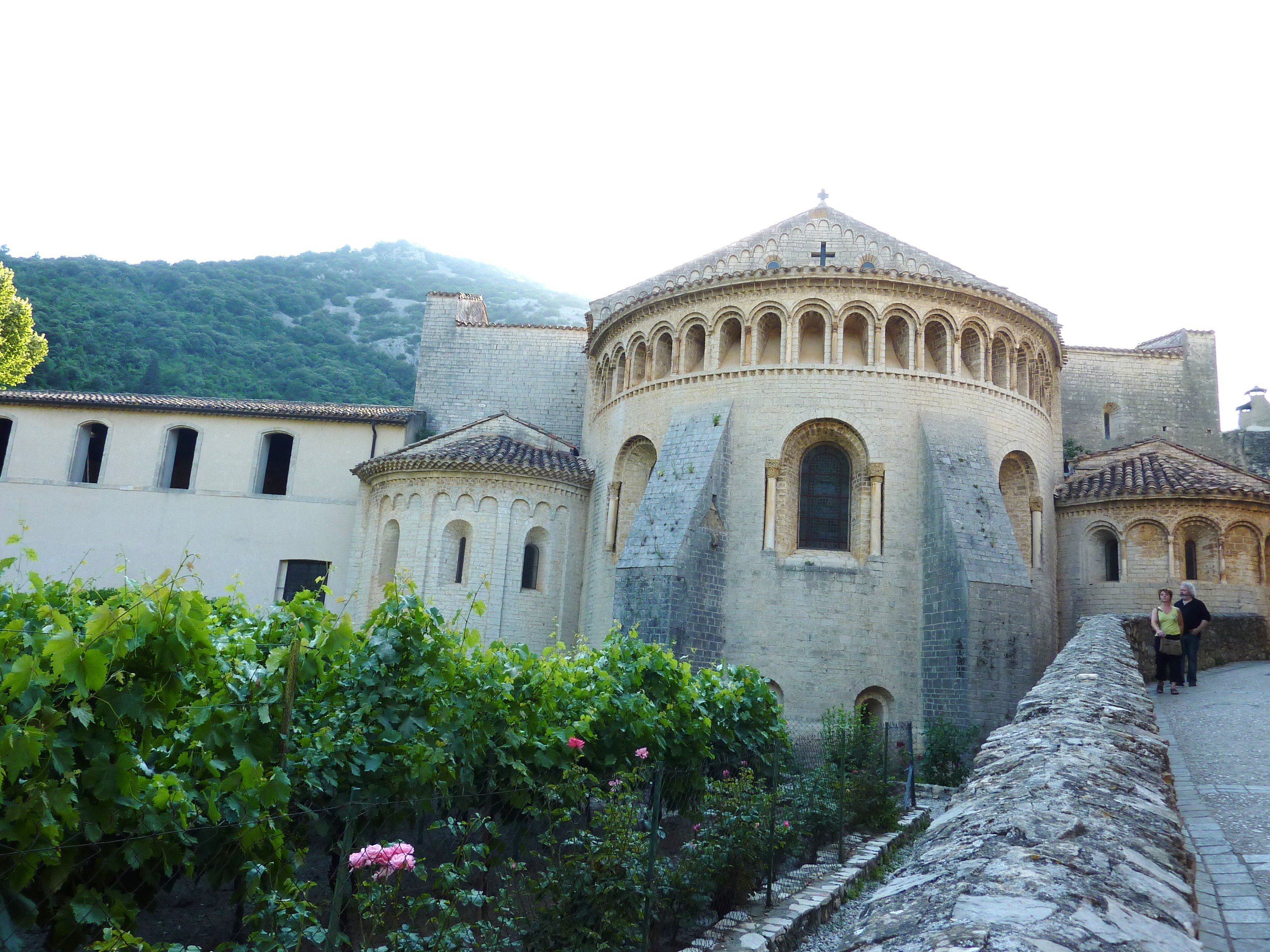
Biserica abației văzută din aval
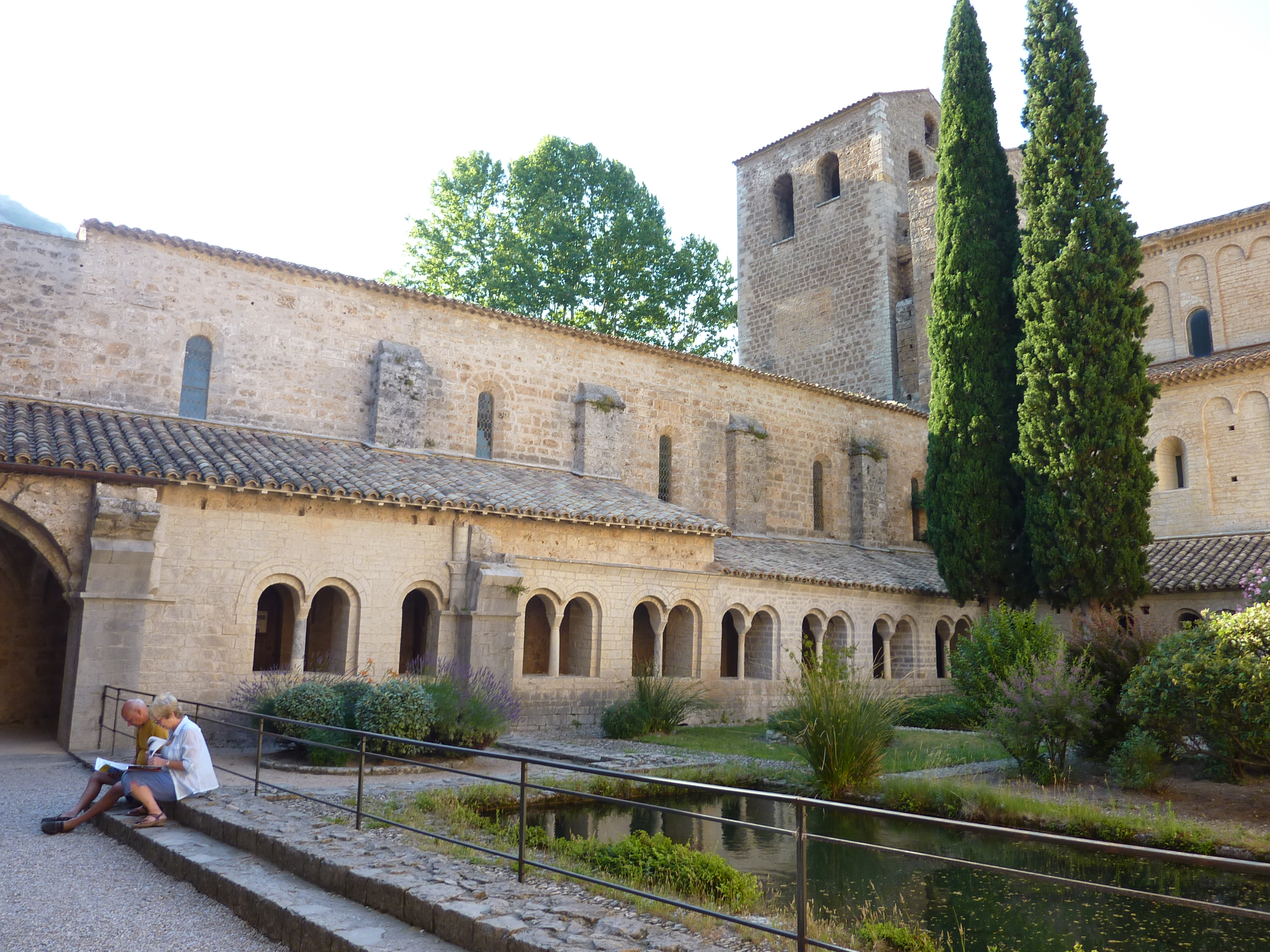
Biserica abației văzută și mănăstirea văzute din piața
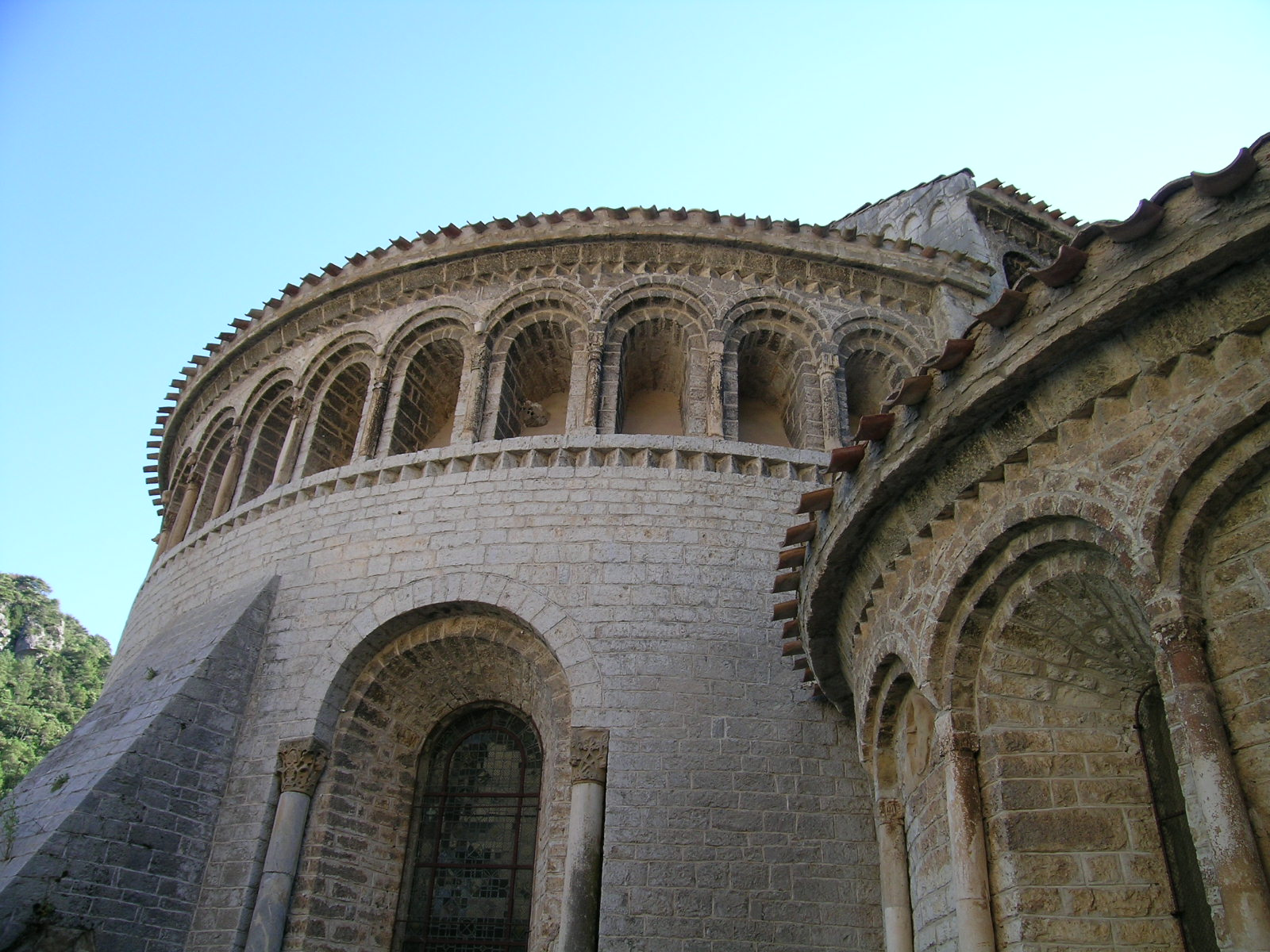
Absida abația Saint-Guilhem
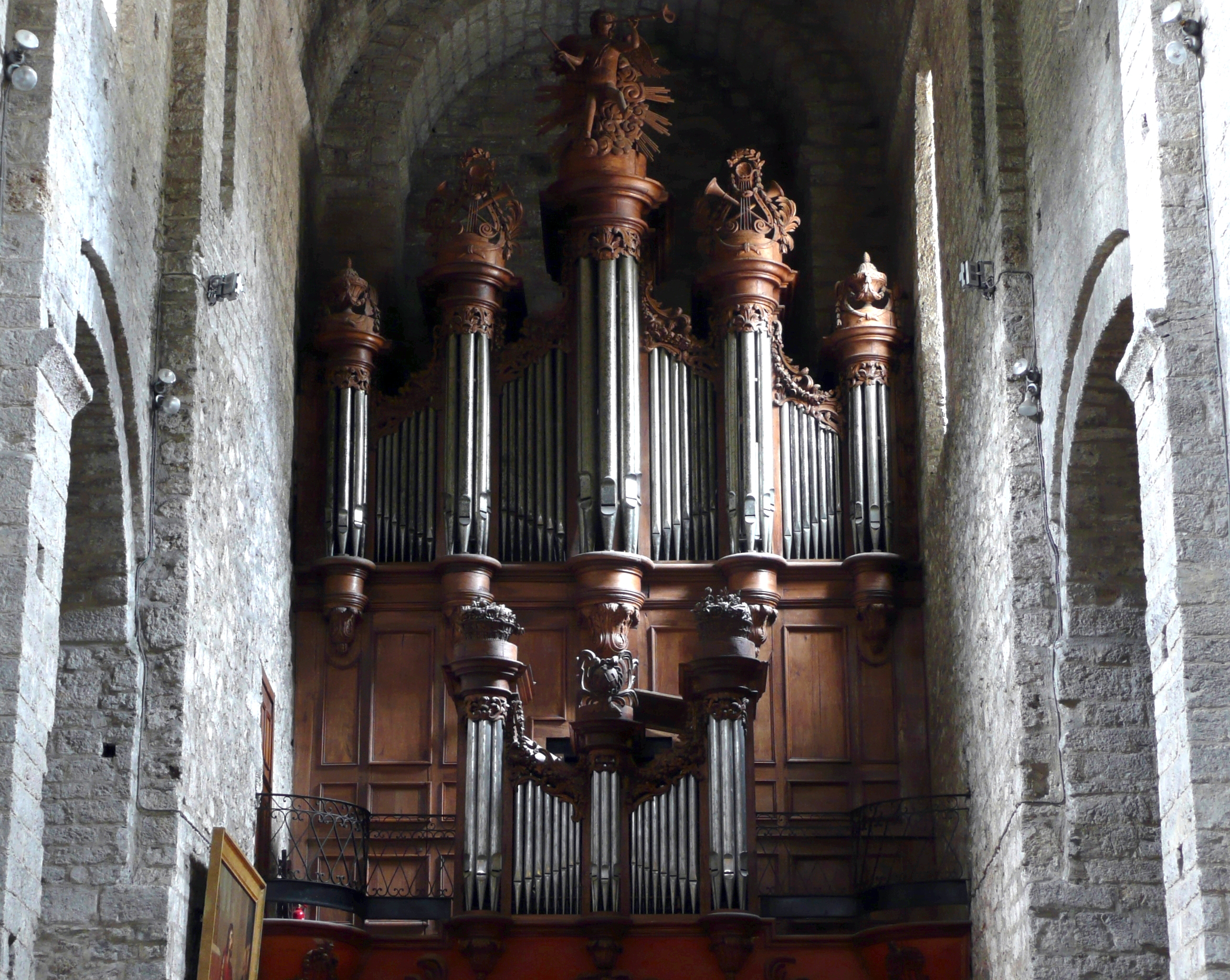
Orga Jean-Pierre Cavaillé din abația Gellone
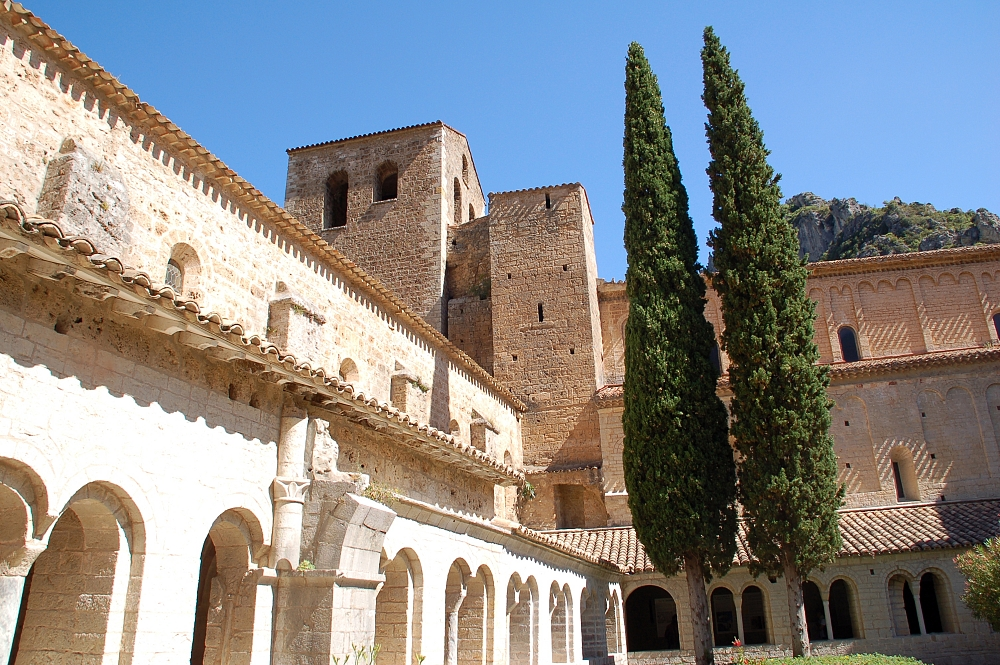
Biserica mănăstirii.
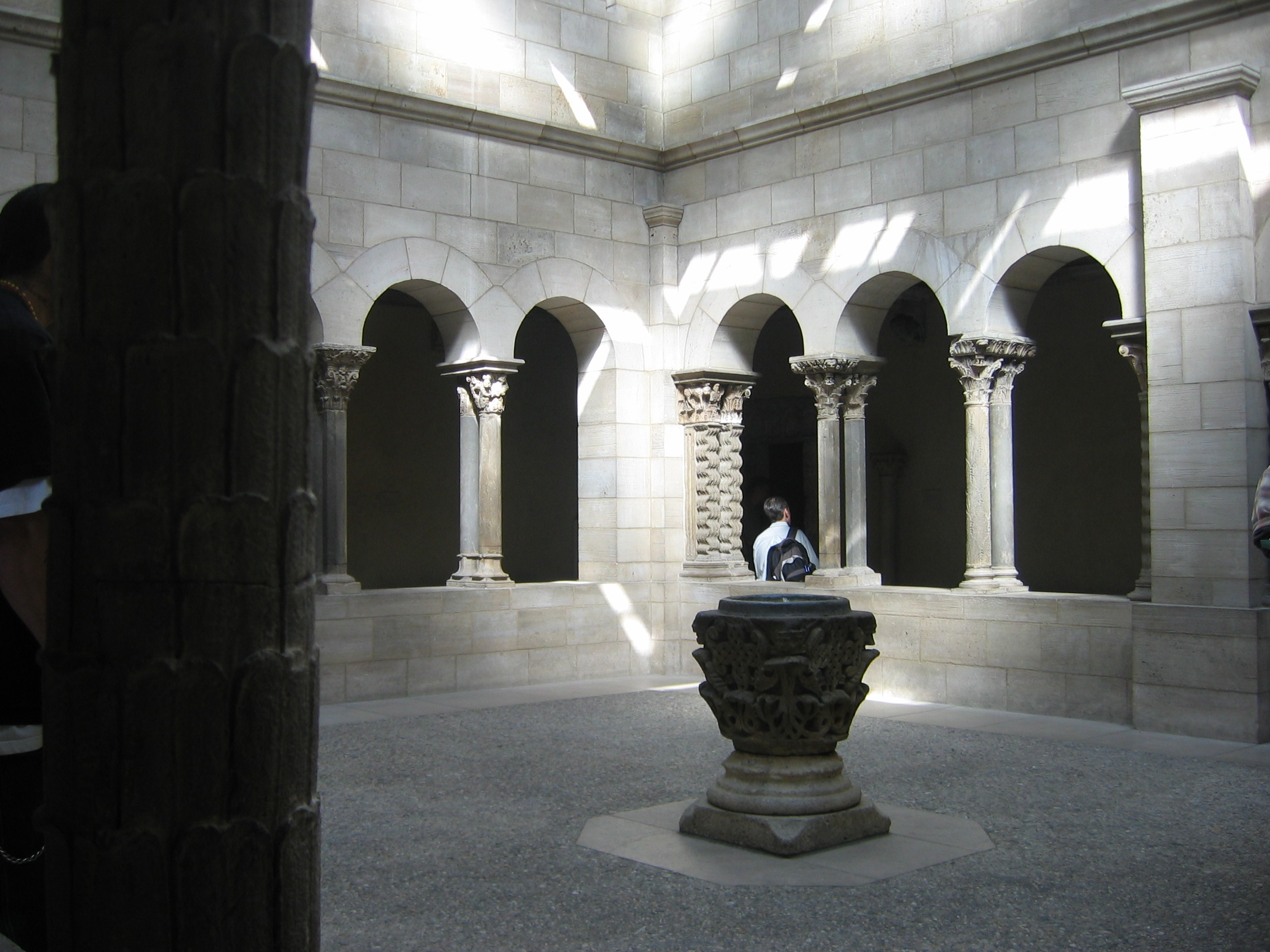
Mănăstirea reconstruită în muzeuul The Cloisters din SUA
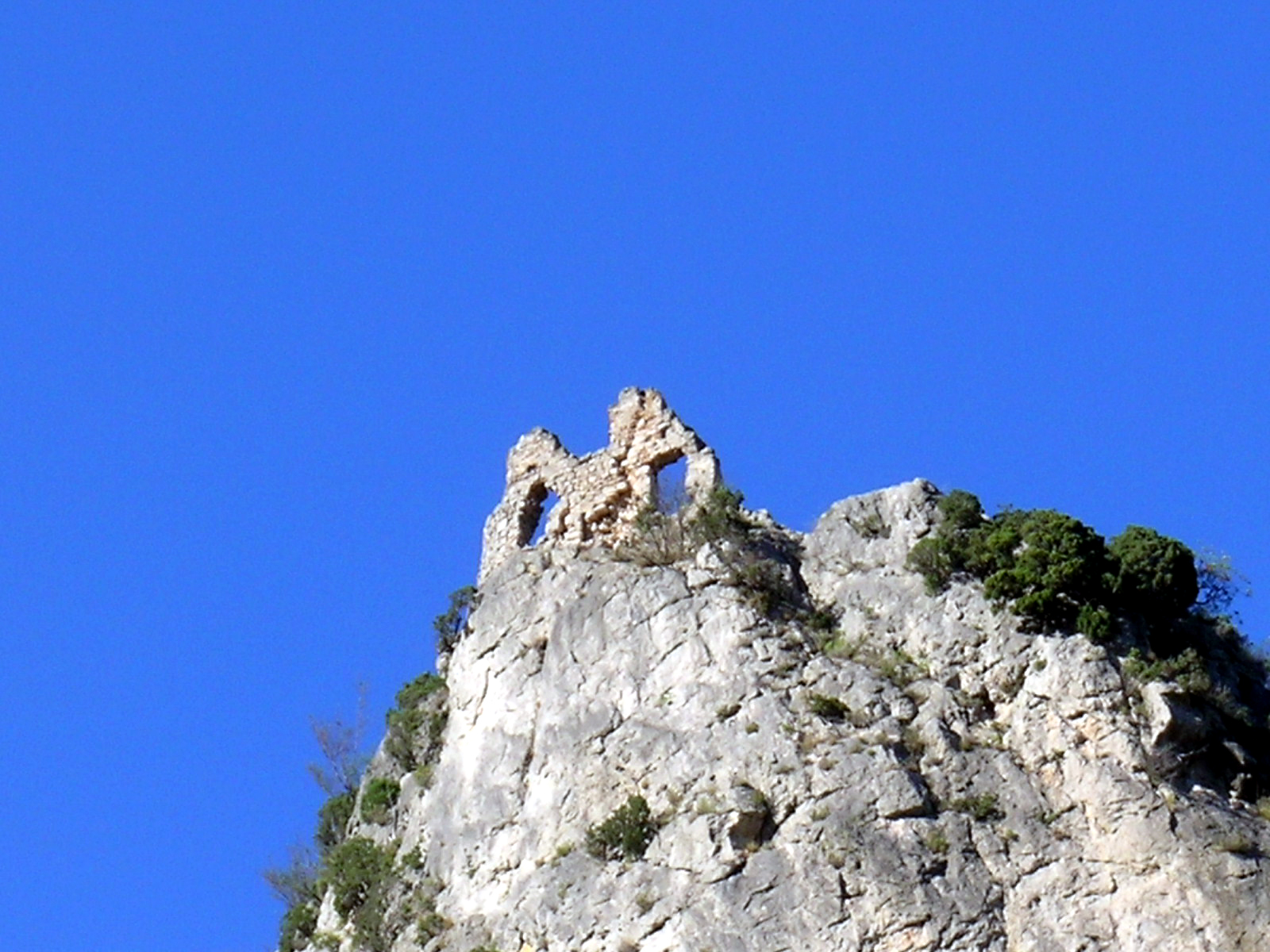
Ruinele
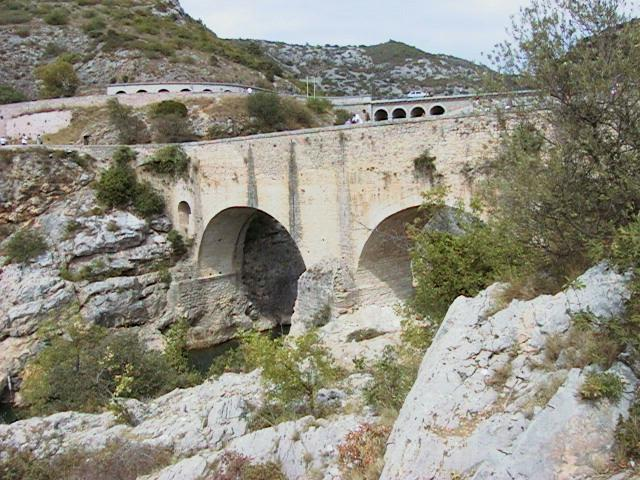
Podul diavolului (din Evul Mediu)
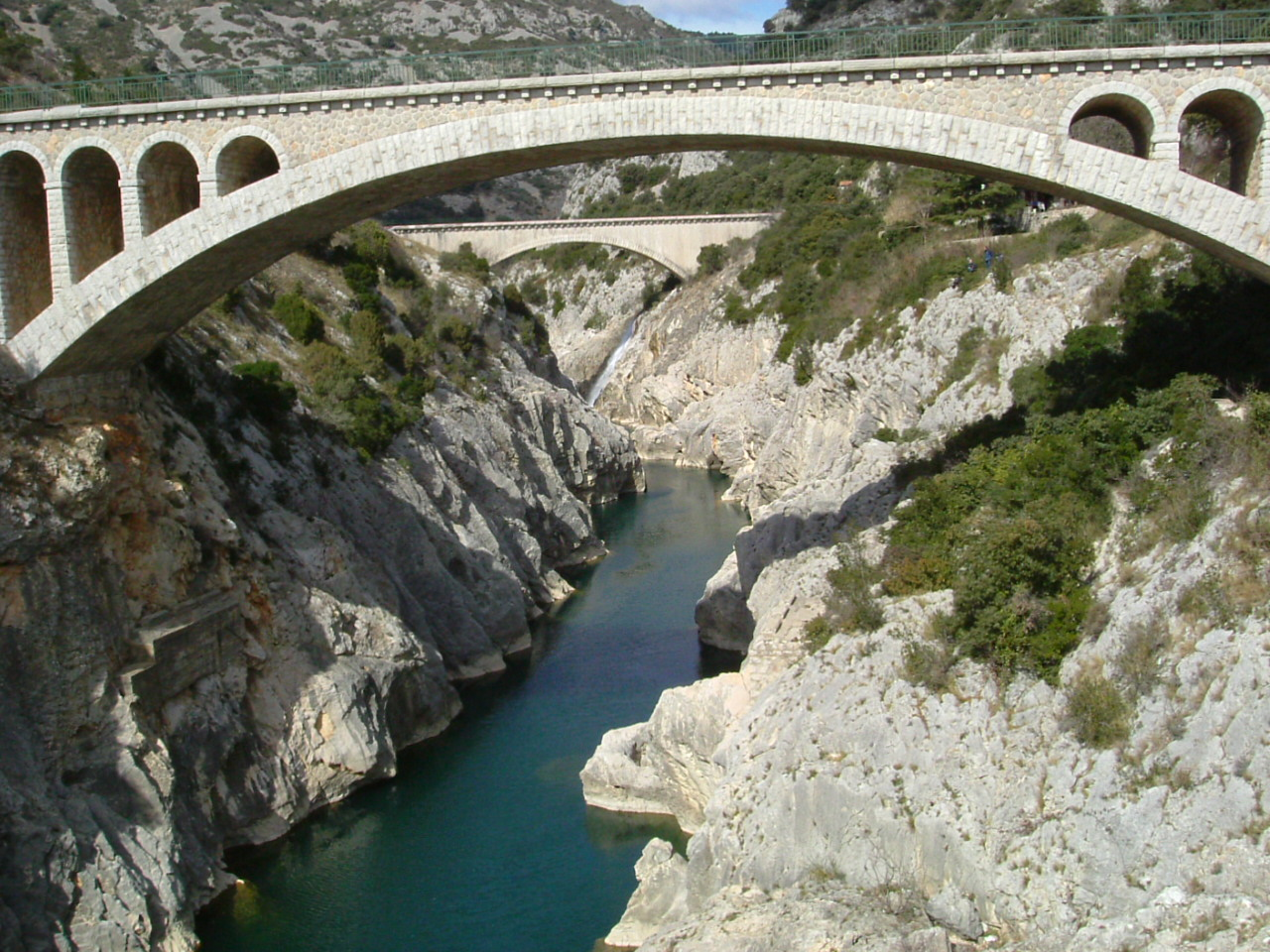
Noul pod peste râul Hérault (1932), la intrarea în cheile Hérault
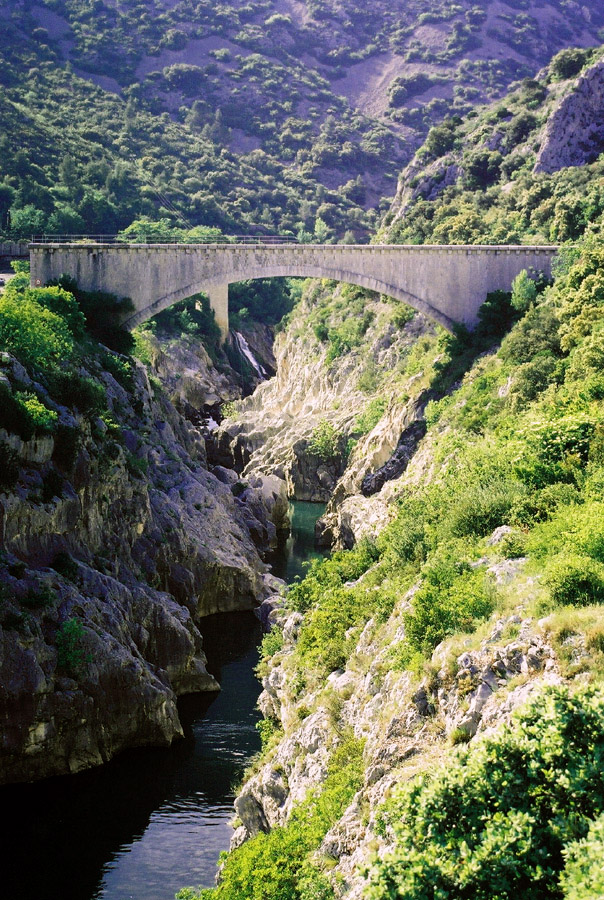
Pontul canalului "de Gignac" (1890) și cheile Herault